# Old Boy (manga)
Old Boy (jap. オールド・ボーイ Ōrudo bōi) – manga napisana przez Garona Tsuchiyę i zilustrowana przez Nobuakiego Minegishiego, publikowana na łamach magazynu „Shūkan Manga Action” wydawnictwa Futabasha w latach 1996–1998.
W 2003 roku seria została zaadaptowana na południowokoreański film live action w reżyserii Parka Chan-wooka. W 2013 roku Spike Lee wyreżyserował amerykański remake na podstawie wersji koreańskiej.

## Fabuła
Odurzony i zdezorientowany 25-letni Shinichi Gotō znajduje się w małym pokoju w prywatnym więzieniu po tym, jak został porwany i uwięziony pewnej nocy z nieznanych mu powodów. Pomimo błagań, żaden ze strażników nie chce mu powiedzieć, kto go porwał ani dlaczego jest przetrzymywany. W miarę upływu dni jego przymusowa izolacja powoli odbija się na jego zdrowiu psychicznym. Ujście znajduje poprzez trening umysłu i ciała, aby przygotować się na dzień, w którym będzie mógł dokonać zemsty.
Po dziesięciu latach odosobnienia w celi o zaostrzonym rygorze, mając do towarzystwa jedynie telewizor, zostaje nagle zwolniony. Po wyjściu na zewnątrz napotyka bardzo zmieniony świat. Długie więzienie wyrwało go od społeczeństwa i uniemożliwiło mu normalne życie, którego pragnął. Nie mając nic do stracenia, rozpoczyna misję polegającą na odkryciu tożsamości swoich porywaczy i przyczyny swojego uwięzienia. Wydaje się jednak, że niezidentyfikowana osoba stojąca za uwięzieniem Shinichiego jeszcze z nim nie skończyła i w ten sposób rozpoczyna się pokręcona gra, w której przetrwa tylko zwycięzca.

## Manga
Seria ukazywała się w magazynie „Shūkan Manga Action” wydawnictwa Futabasha w latach 1996–1998. Jej 79 rozdziałów zebrano w 8 tankōbonach, wydawanych w Japonii od 28 maja 1997 do 28 października 1998.
W Polsce wydanie mangi w 4 tomach zbiorczych zapowiedziało wydawnictwo Hanami.
| Nr | Język japoński       | Język japoński         | Język polski | Język polski |
| Nr | Data wydania         | ISBN                   | Data wydania | ISBN         |
| -- | -------------------- | ---------------------- | ------------ | ------------ |
| 1  | 28 maja 1997         | ISBN 978-4-575-82240-3 | —            |              |
| 2  | 12 września 1997     | ISBN 978-4-575-82274-8 | —            |              |
| 3  | 24 marca 1998        | ISBN 978-4-575-82320-2 | —            |              |
| 4  | 24 maja 1998         | ISBN 978-4-575-82332-5 | —            |              |
| 5  | 27 lipca 1998        | ISBN 978-4-575-82353-0 | —            |              |
| 6  | 28 sierpnia 1998     | ISBN 978-4-575-82362-2 | —            |              |
| 7  | 28 września 1998     | ISBN 978-4-575-82369-1 | —            |              |
| 8  | 28 października 1998 | ISBN 978-4-575-82378-3 | —            |              |

## Filmy
W 2003 roku manga została zaadaptowana na wielokrotnie nagradzany koreański film Oldboy przez południowokoreańskiego reżysera Parka Chan-wooka. Produkcja odniosła ogromny międzynarodowy sukces i zdobyła wiele nagród, w tym Grand Prix Jury podczas 57. ceremonii wręczenia nagród na Festiwalu Filmowym w Cannes.
W 2006 roku indyjska wersja zatytułowana Zinda, za reżyserię której odpowiadał Sanjay Gupta, została uznana za nieoficjalny, nieautoryzowany remake.
Późniejszy amerykański remake koreańskiego filmu został wyreżyserowany przez Spike'a Lee w 2013 roku. W filmie nie wykorzystano oryginalnej mangi, a jedynie scenariusz filmu z 2003 roku.

## Odbiór
W 2007 roku manga zdobyła nagrodę Eisnera w kategorii Najlepsze amerykańskie wydanie materiału międzynarodowego – Japonia. Eduardo Chavez z Mania.com zauważył, że „tytuły takie jak Old Boy... nie spieszą się, aby stworzyć cudowną paranoję i dramat”. Carlo Santos z Anime News Network pochwalił kreskę, która „dobrze pasuje do tonu serii” i tempa opowieści, ale skrytykował słabo rozwinięte postaci.